# 香港人權與民主祈禱會

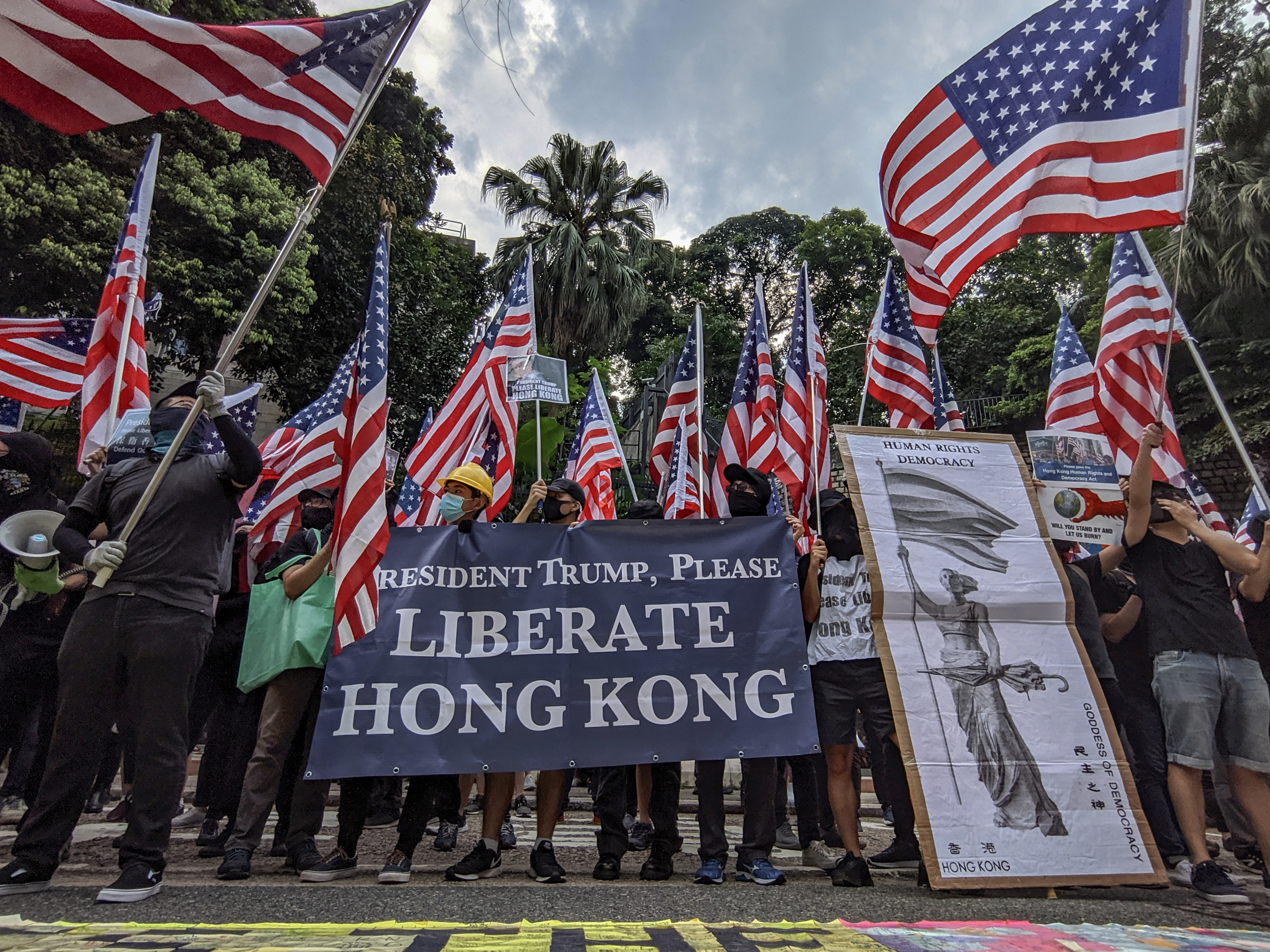
數十人於遮打花園舉美國旗

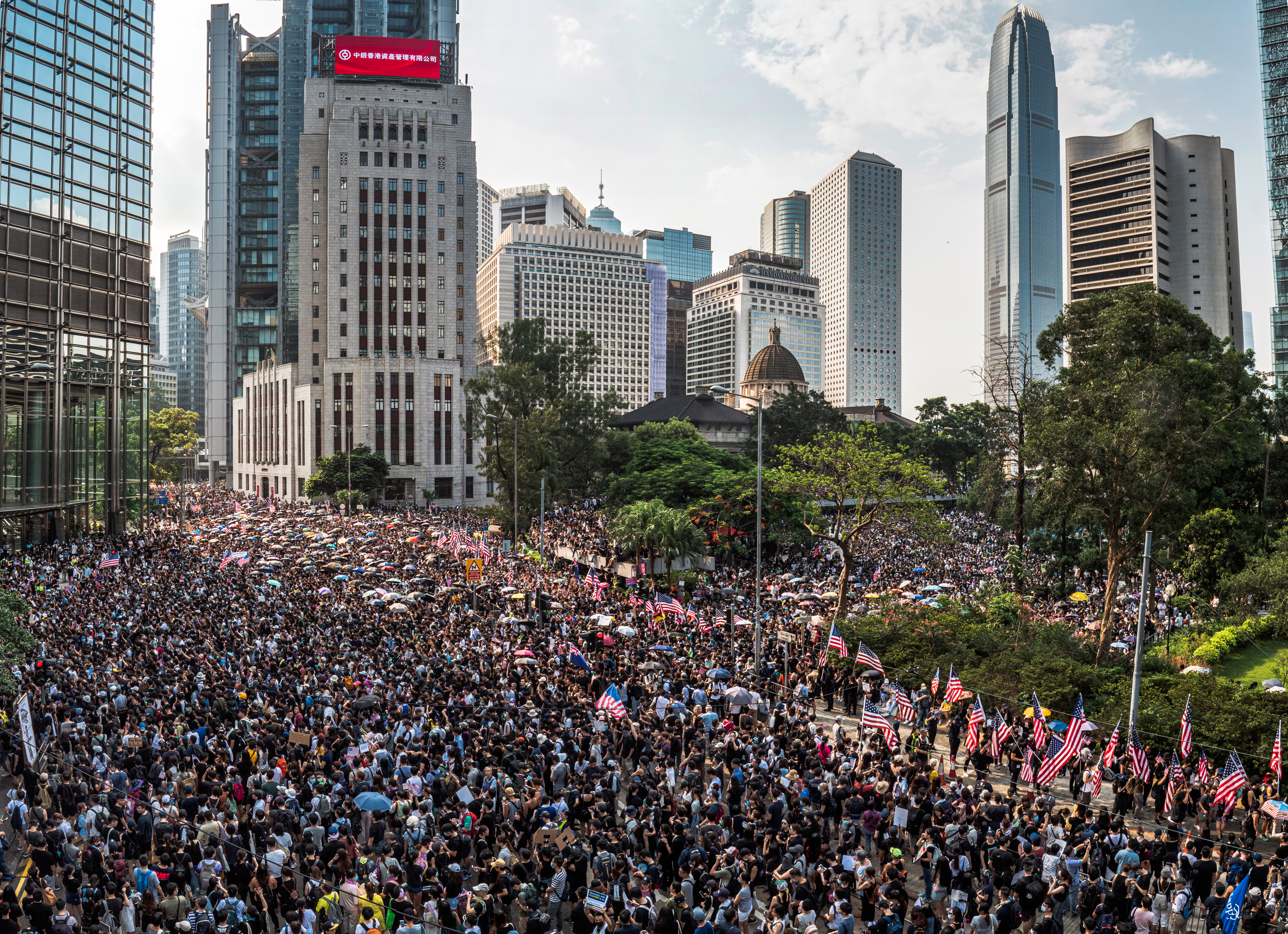
遊行人士擠滿整條馬路和遮打花園

2019年9月8日香港反對逃犯條例修訂草案游行是反對逃犯條例修訂草案運動中由網民發起的活動，包括「香港人權與民主祈禱會」及遊行到美國駐港領事館。集會已獲不反對通知書，目的是促請美國國會通過《香港人權與民主法案》草案。該法案要求美國政府每年審查香港的自治權以確認是否繼續給予香港貿易上的優惠。活動開始時和平，于警方在中環站逮捕示威者后迅速惡化為暴力和破壞事件。主辦方稱最終出席人數約25萬人，超出其預期。警方在當日的行動中總計使用18發催淚彈、13發橡膠彈、10發布袋彈、1發海棉彈。

## 背景
反修例風波并未因特首林鄭月娥宣佈撤回《逃犯條例》而平息。

## 過程
中午12時開始，集會人士於遮打花園集合，有示威者手持「特朗普總統，請拯救香港」及「令香港再次變得強大」等橫額遊行。報道亦指出有示威者高唱美國國歌，高舉美國國旗，希望美國國會通過《香港人權與民主法案》。下午1時40分，集會正式開始。下午2時許，游行隊伍起步。
下午4時許，中環站有人以雷射筆照射警員，至少三人被捕，港鐵隨即以安全為由關閉中環站。逾千名示威者在畢打街設路障，並在中環站多個出入口大肆破壞，包括用雜物堵塞、縱火、挖轉，亦有示威者以硬物擊碎出口玻璃及拆毀閉路電視等。期間有示威者向警掟磚，有警員一度舉槍。警方隨即要求原計劃晚10時結束的集會在30-45分鐘內結束，並指花園道已出黑旗，中環站亦被破壞，集會變得不安全。
下午5時，警方在金鐘站追捕時撞跌一名女孩。
晚上6時，示威者在銅鑼灣聚集並設置路障，警方隨即在未有警告下使用催淚煙，銅鑼灣站有烟霧滲入。灣仔站大堂欄河玻璃和設施被破壞，港鐵隨即關閉灣仔站。到晚上8時，大批在銅鑼灣的防暴警察突然衝上奧運橋，橋上數十人被截查。而銅鑼灣站有防暴警察在運行中扶手電梯上追捕示威者，至少6人被捕。
晚上9時，約200多名示威者在太子站附近搭建路障，令交通出現堵塞。有示威者手持雷射筆照射旺角警署，警方隨即在未預警的情況下開槍發射布袋彈。這是示威者連續第九晚在旺角警署附近示威。黃埔紅磡道有逾40名防暴警察與現場市民對峙，高叫「黑社會」、「放人」等口號，警員曾以胡椒噴霧近距離指向現場的市民。
晚上10時，港鐵因安全原因關閉旺角站、太子站。
約晚上11時，各區基本平靜，只淨下太子旺角警署有衝突。約300名示威者包圍警署，警方發射了數枚催淚彈和布袋彈，一名女急救員脚部中布袋彈倒地。太子附近的示威者直至凌晨1時才完全散去。

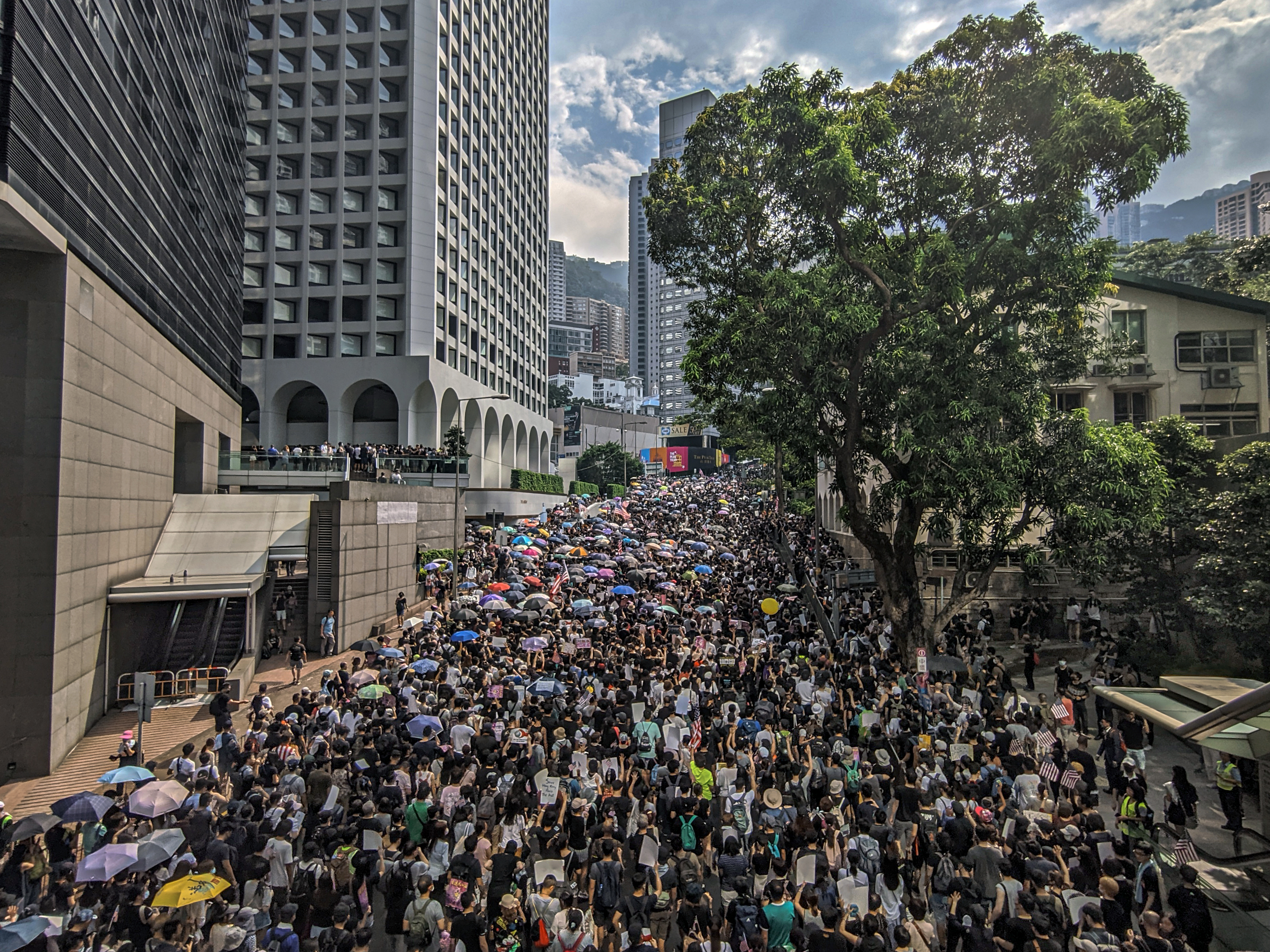
大批遊行人士沿花園道往美國駐香港及澳門總領事館方向
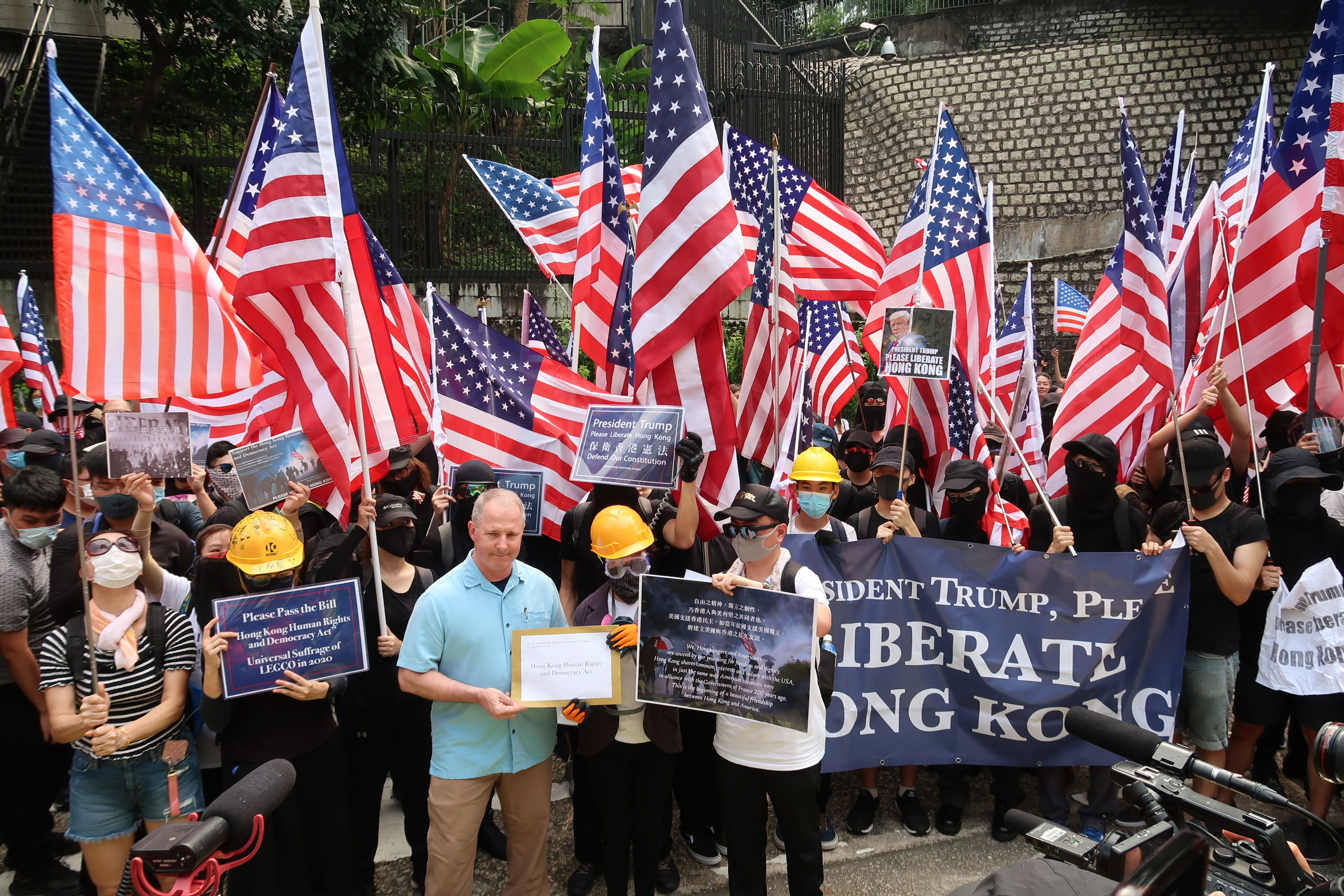
遊行人士將信件交給美國駐香港及澳門總領事館代表
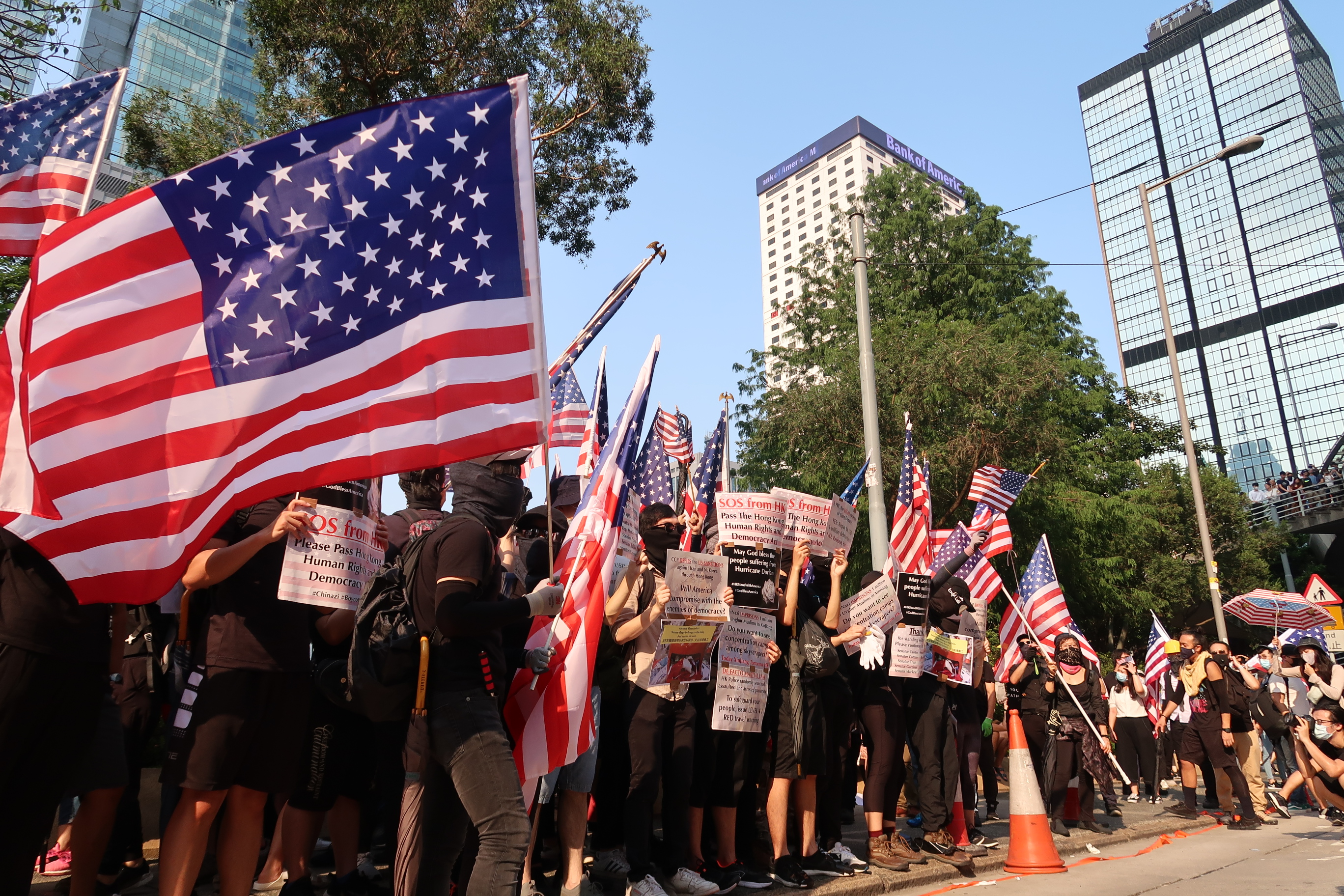
遊行人士舉起要求美國拯救香港的文宣
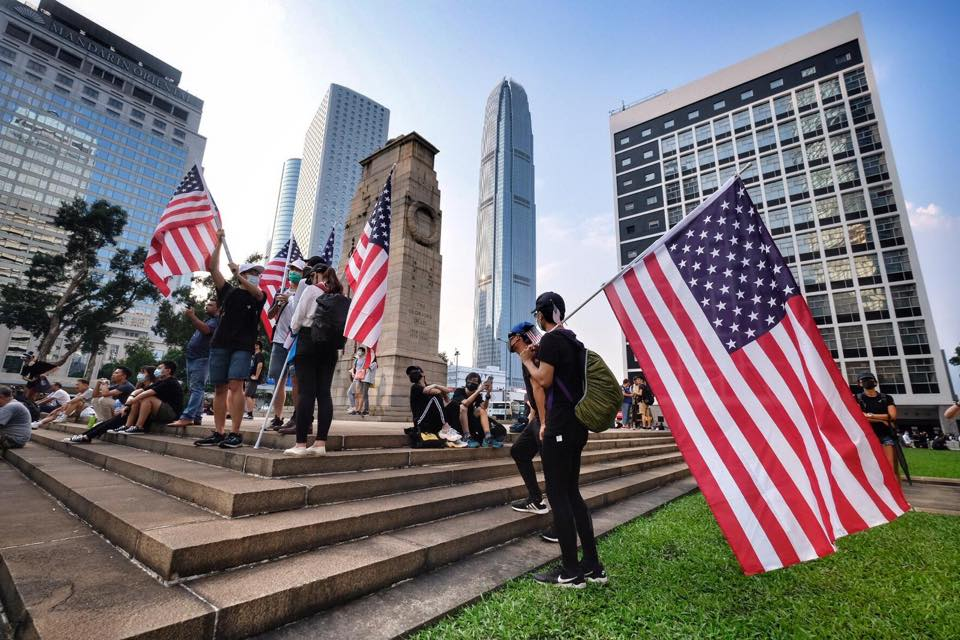
示威者在和平紀念碑舉起美國國旗
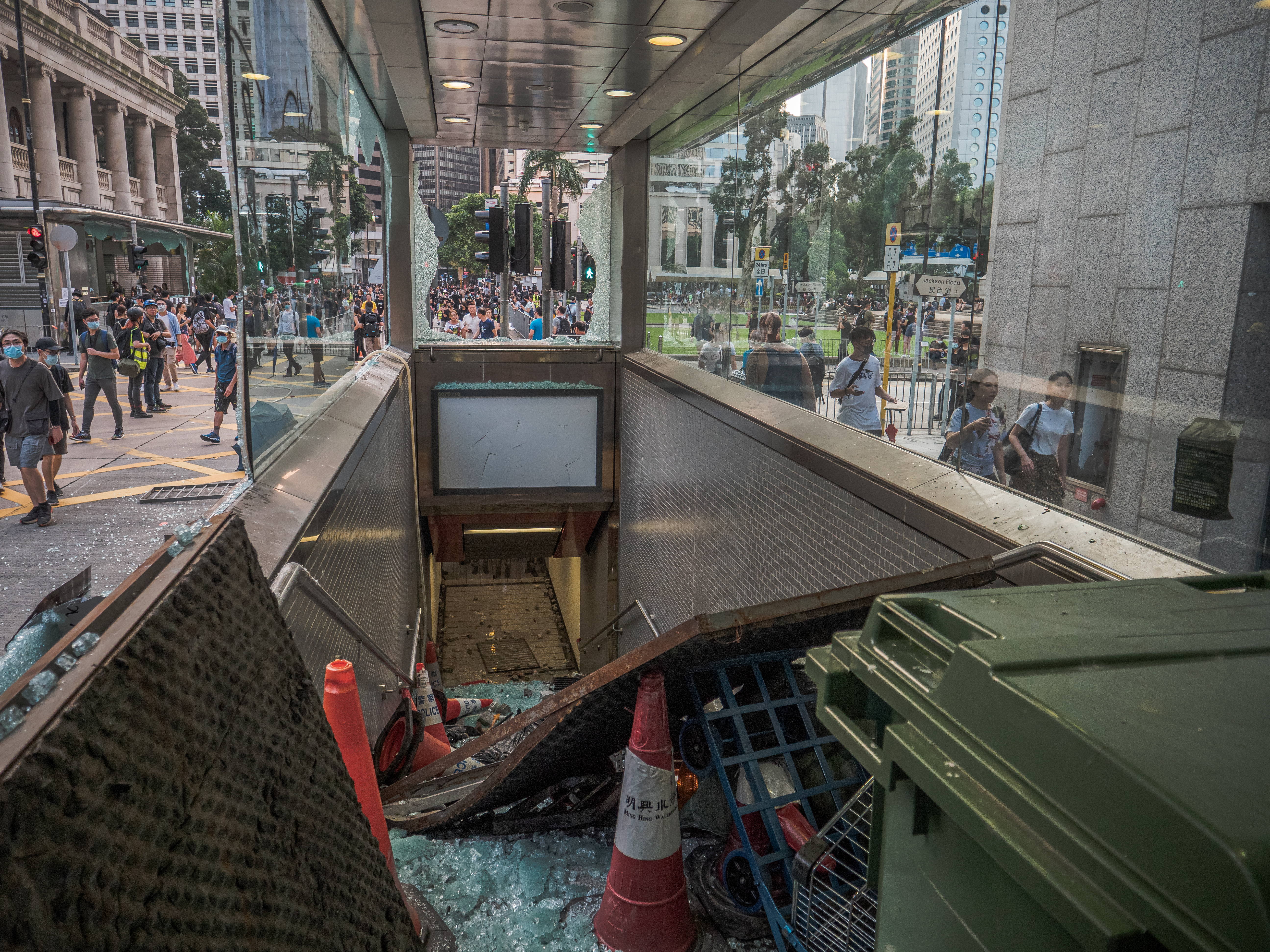
港鐵中環站J3出口被人破壞
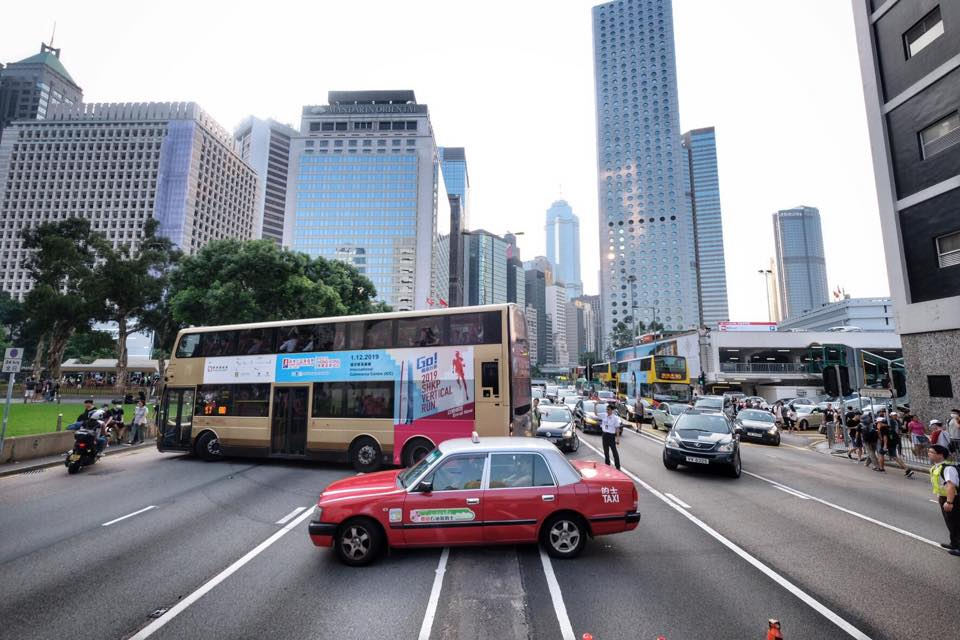
有人一度佔據干諾道中
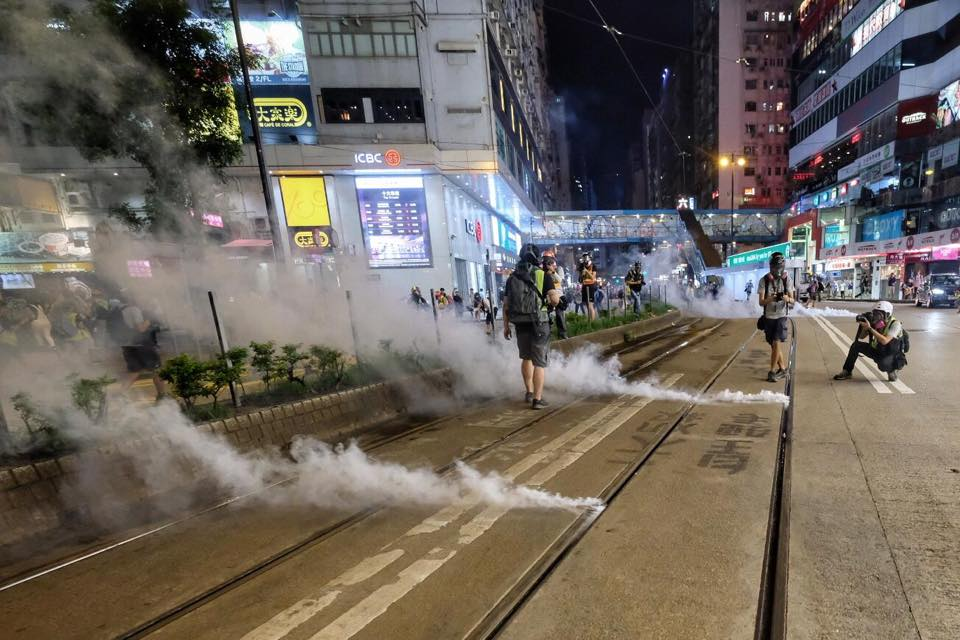
晚上，示威者在銅鑼灣軒尼詩道聚集並設置路障，警方發射催淚彈
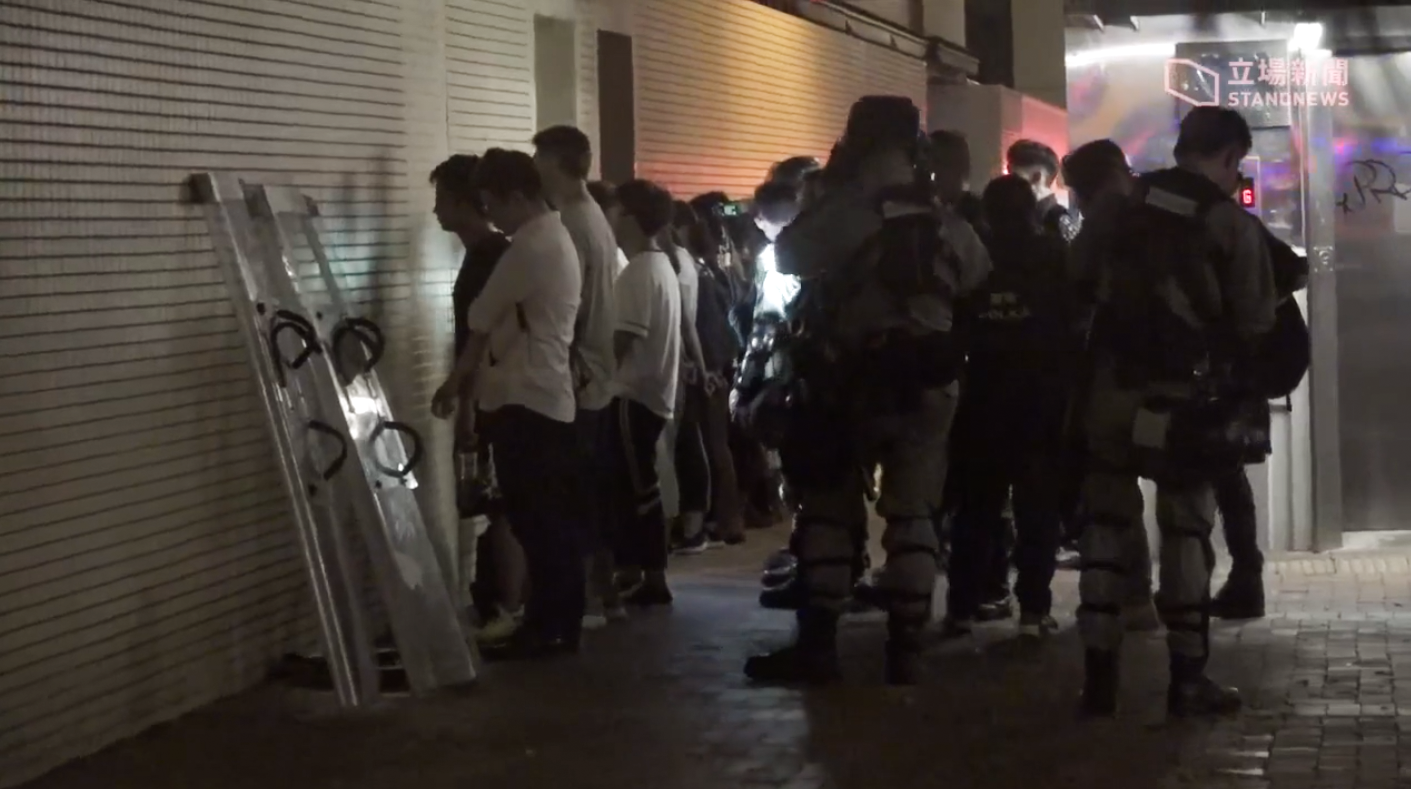
奧運橋數十人被截查

## 後續
- 特區政府於晚上回應示威，對有美國國會議員再次提出《香港人權與民主法案》草案表示遺憾，并稱破壞港鐵設施的行徑更剝奪其他市民使用港鐵的權利，必須立即停止。[20]
- 醫管局稱當日的游行示威活動中，共17人送往5間公立醫院急症室治理，一名男傷者情況嚴重。[21]
- 警方稱在銅鑼灣站施放催淚煙是由於有示威者從上向下丟石頭、垃圾桶。[6]
- 主辦方稱警方曾要求其在十到十五分鐘内解散人群。主辦人認爲警方「假執法之名，行戒嚴之實」，形容香港人權自由已響起最終警號。[1]

## 提堂，審訊和判決
- 3名年輕被告被控在維園附近藏有激光筆，其中24歲被控攜有一罐噴漆而被控管有物品意圖摧毁及損壞財產罪。到2022年2月16日，3人在東區裁判法院被裁定在公眾地方管有攻擊性武器等4項罪名成立。裁判官劉綺雲認為警員證供可靠，而被告帶同有關裝備是方便用來傷人和損毁財產，同時代表預料暴力衝突會發生。[22]同年3月3日，裁判官劉綺雲指案發當日有人針對警員，認為控罪嚴重。認為他們沒有使用雷射筆，不屬減刑因素。19歲被告判入更生中心，24歲被告判監9個月，而23歲學生監禁6個月。[23]

- 一名26歲編輯被控當日在於快富街及彌敦道一帶的公眾地方管有鐳射筆、雨傘及行山杖，事隔近3年被正式起訴被控公眾地方管有攻擊性武器罪。案件在2022年6月28日於九龍城裁判法院提堂，被告准以1000元保釋，期間不得離港、須交出旅遊證件及每兩星期到警署報到。[24]到2023年3月1日，九龍城裁判法院裁判官葉啓亮不接納被告因旺角現場混亂而停留的說法，指其供詞反覆無常、自打嘴巴，斥他「邊作供邊砌詞」。裁判官認為案發地點附近，有集結人士用鐳射筆照射警署，加上被告一身裝備，「反映佢預期、知道有衝突」，上述環境證據可形成累積效應，推論被告使用涉案物品作傷人之用，被告亦無合理辯解。最後被判監禁8個月。[25]

- 3名被告，包括15歲女學生和兩名分別25歲和29歲電腦技術員被控一項非法集結罪，指於2019年9月8日，在旺角警署一帶與李奇及其他不知名人士參與非法集結。29歲被告早前已認罪，被判囚 4 個月。而15歲的少女事隔3年突然被控，辯方求情指，她案發時僅 15 歲，如當年被帶上法庭，便是少年罪犯，可有更多判刑選項；案發 3 年後，突然須面對法庭程序，人生計劃遭打亂，望法庭接納案件存延誤；如今選擇第一時間認罪，亦應獲得全數認罪扣減。九龍城裁判法院署理主任裁判官黃雅茵批准為被告索教導所及更生中心報告，押後至5月15日判刑，期間被告須還押。[26]到判刑當日，署理主任裁判官黃雅茵指，案發高峰期逾百人參與，歷時約 3 小時，但案中暴力程度較同類案件輕，無人受傷；被告曾以鐳射筆照向警署，但其位置與警署有一段距離，帶來的潛在傷害較低。裁判官考慮被告案發後患上創傷後遺症和抑鬱症，現時情緒已平復和積極生活，加上有深切反省，故採納報告建議，判被告入更生中心。[27]